# Байкал (ледовый дворец)
Ледовый дворец «Байкал» — спортивное сооружение в Иркутске, ориентированное на хоккей с мячом и конькобежные виды спорта, культурно-зрелищные и выставочные мероприятия. Построен к XL чемпионату мира по хоккею с мячом. Расположен на территории Академгородка. Является четвёртой по счёту и самой восточной в России крытой конькобежной дорожкой, шестым по счёту крытым ледовым катком для хоккея с мячом. Высота ледовой поверхности над уровнем моря 432 м. Площадь ледовой поверхности 10 213 кв.м.

## История

### Ход строительства
Предложение о возведении ледового дворца для хоккея с мячом и конькобежных видов спорта в Иркутске было внесено губернатором Иркутской области С. Г. Левченко на встрече с президентом России В. В. Путиным в Кремле 19 февраля 2018 года.
Генеральным подрядчиком строительства в результате проведённого конкурса стало ООО «СДС-Строй» (Кемерово), генеральный директор М.В. Николаев. Автор проекта заслуженный архитектор России О.Г. Ражев. Проектировщик — ООО ПИ «Кузбассгорпроект», генеральный директор А.А. Шишков. Софинансирование проекта: федеральный бюджет — 79 %, региональный — 21 %.
В октябре 2018 года начаты земляные работы по подготовке котлована. Торжественная церемония закладки состоялась 17 октября 2018 года. Конструкция перекрытия — 12 армированных металлом деревянных арок длиной 99,9 м, выполнена с учётом сейсмических особенностей региона.
В процессе строительства генподрядчику пришлось столкнуться с рядом форс-мажорных обстоятельств. Летом 2019 года в Иркутской области случилось наводнение, в результате которого была перекрыта федеральная автодорога «Байкал», а поскольку значительная часть поставок стройматериалов и оборудования осуществлялась автомобильным транспортом, часть работ, в том числе и монтаж конструкций деревянных арок, на время пришлось приостановить. Отставание от графика в итоге удалось наверстать, строительство велось в круглосуточном режиме. Однако на заключительном этапе строительства весной 2020 года из-за ограничительных мер, связанных с пандемией коронавируса COVID-19, командирование ряда иногородних специалистов на строящийся объект стало невозможным, а XL чемпионат мира по хоккею с мячом решением FIB был перенесён сначала на 5-11 октября 2020 года, затем отменён, затем вновь перенесён на 11—17 октября 2021 года, наконец, после отказа национальных федераций Норвегии, США, Швеции и Финляндии, ещё раз перенесён на 9-16 октября 2022 года. Но и в 2022 году чемпионат мира не состоялся из-за геополитической ситуации после отказа сборных Швеции и Норвегии и был перенесён в Швецию.
Торжественная церемония открытия дворца состоялась 11 сентября 2020 года. Первым официальным спортивным соревнованием на ледовой арене стал первый этап розыгрыша Кубка России по хоккею с мячом (11-16 сентября 2020 года). Автором первого забитого мяча стал защитник красноярского «Енисея» Артём Ахметзянов.

## Инфраструктура
Ледовый дворец располагает раздевалками хоккейных команд, фигуристов, конькобежцев, кёрлингистов, двумя тренажёрными и беговым залами, медико-восстановительным центром, пресс-центром с конференц-залом, гостиницей на 60 мест, рестораном, паркингом цокольного этажа на 192 автомобиля, вместительными прилегающими автопарковками.

## Эксплуатация
Решением Правительства Иркутской области Ледовый дворец «Байкал» передан в управление Областному государственному бюджетному учреждению дополнительного образования "Спортивная школа олимпийского резерва «Сибскана».

## Тренировочный процесс
В Ледовом дворце «Байкал» на постоянной основе проводят тренировочные занятия детские и юношеские команды по хоккею с мячом спортивной школы «Сибскана», женская команда «Сибскана», команда Суперлиги «Байкал-Энергия» и команда Высшей лиги «Байкал-Энергия»-2. Тренируются воспитанники конькобежных секций иркутской ДЮСШ-6 и СШОР «Россия», фигуристы и кёрлингисты СШОР «Россия». Спортивные залы Ледового дворца помимо тренировочных занятий указанных секций принимают организованных любителей баскетбола, волейбола, мини-футбола, кёкусинкай-каратэ, дзюдо, айкидо, ушу. Ежедневно в Ледовом дворце занимаются до 500 спортсменов.

## Спортивные соревнования
В Ледовом дворце проведён ряд всероссийских соревнований:

### Конькобежный спорт
- I (19-20 декабря 2020) и II (16-17 января 2021) этапы первенства Сибирского федерального округа;
- Чемпионат России по классическому и спринтерскому многоборью (13-14 марта 2021);
- Всероссийские соревнования "Лёд Байкала" (5-6 декабря 2021);
- Первенство Сибирского федерального округа (16-17 декабря 2021);
- Кубок России на отдельных дистанциях (11-13 марта 2022);
- Чемпионат России по классическому и спринтерскому многоборью (19-20 марта 2022);
- Всероссийские соревнования "Лёд Байкала" (1-2 декабря 2022);
- Первенство Сибирского федерального округа (13-14 декабря 2022);
- Чемпионат России по классическому и спринтерскому многоборью (28-29 января 2023);
- I этап первенства Сибирского федерального округа на отдельных дистанциях (12-13 декабря 2023);
- Чемпионат России на отдельных дистанциях (24-27 декабря 2023);
- I (21-22 декабря 2024) и II (30-31 января 2025) этапы первенства Сибирского федерального округа.

### Хоккей с мячом
- первый этап розыгрыша Кубка России среди мужских команд Архивная копия от 24 января 2021 на Wayback Machine (11-16 сентября 2020);
- матчи чемпионата России среди команд Суперлиги Архивная копия от 13 сентября 2021 на Wayback Machine (с 7 ноября 2020);
- чемпионат России среди женских команд (17-22 марта 2021) Архивная копия от 13 сентября 2021 на Wayback Machine;
- финальный турнир всероссийских соревнований на призы клуба «Плетёный мяч» среди девушек 2006—2007 гг. рождения Архивная копия от 13 сентября 2021 на Wayback Machine (3-8 марта 2021);
- финальный турнир всероссийских соревнований на призы клуба «Плетёный мяч» среди мальчиков 2008—2009 гг. рождения Архивная копия от 13 сентября 2021 на Wayback Machine (30 марта - 6 апреля 2021);
- финальный турнир всероссийских соревнований среди юношей 2005—2006 гг. рождения Архивная копия от 13 сентября 2021 на Wayback Machine ( 9−16 апреля 2021);
- финальный этап розыгрыша Кубка России по хоккею с мячом Архивная копия от 4 октября 2021 на Wayback Machine (30 сентября − 3 октября 2021);
- розыгрыш Кубка России среди женских команд Архивная копия от 6 декабря 2021 на Wayback Machine (11-16 ноября 2021);
- финальный турнир первенства России среди младших юношей 2007-2008 гг. рождения (29 марта - 5 апреля 2022);
- чемпионат России среди женских команд (19-24 апреля 2022);
- первенство Спортивной студенческой лиги (8-12 декабря 2022);
- групповой этап (5-9 января 2023) и финальный турнир первенства России среди юниоров 2004-05 гг. рождения (10-17 апреля 2023);
- первый этап розыгрыша Кубка России среди мужских команд (16-23 августа 2023);
- чемпионат Студенческой спортивной лиги (9-15 октября 2023);
- финальный турнир Всероссийских соревнований Высшая лига (7-13 марта 2024);
- чемпионат России среди женских команд (28 марта - 2 апреля 2025);
- финальный турнир всероссийских соревнований "Плетёный мяч" (8-15 апреля 2025).

### Кёрлинг
- Первенство Сибирского федерального округа среди смешанных пар (8-11 января 2021);
- Кубок России среди смешанных команд (21-25 августа 2021, 24-30 августа 2022);
- Кубок России среди смешанных пар (27-30 августа 2021, 1-4 сентября 2022);
- Чемпионат России среди смешанных команд (17-23 мая 2023);
- Чемпионат России среди смешанных команд (14-20 мая 2024);
- Чемпионат России среди смешанных команд (2-6 мая 2025).

В планах проведение крупнейших всероссийских соревнований. В выходные дни проводятся массовые катания «Байкальская массовка».

## Рекорды катка
| Мужчины                  | Мужчины  | Мужчины                                        | Мужчины       | Мужчины    |
| Дистанция                | Время    | Конькобежец                                    | Дата          | Примечание |
| ------------------------ | -------- | ---------------------------------------------- | ------------- | ---------- |
| 500 м                    | 34,64    | Виктор Муштаков                                | 11.03.2022    |            |
| 1000 м                   | 1:09,29  | Игнат Головатюк                                | 28.01.2023    |            |
| 1500 м                   | 1:46,98  | Даниил Алдошкин                                | 20.03.2022    |            |
| 3000 м                   | 3:58,14  | Юрий Фогель                                    | 26.11.2024    |            |
| 5000 м                   | 6:25,67  | Даниил Алдошкин                                | 24.12.2023    |            |
| 10000 м                  | 13:19,68 | Даниил Алдошкин                                | 27.12.2023    |            |
| Спринтерское многоборье  | 139,525  | Виктор Муштаков                                | 28-29.01.2023 |            |
| Классическое многоборье  | 152,940  | Даниил Алдошкин                                | 19-20.03.2022 |            |
| Командная гонка 8 кругов | 3:49,62  | Даниил Алдошкин, Руслан Захаров, Даниил Чмутов | 25.12.2023    |            |

| Женщины                  | Женщины | Женщины                                                      | Женщины       | Женщины    |
| Дистанция                | Время   | Конькобежка                                                  | Дата          | Примечание |
| ------------------------ | ------- | ------------------------------------------------------------ | ------------- | ---------- |
| 500 м                    | 37,82   | Дарья Качанова                                               | 24.12.2023    |            |
| 1000 м                   | 1:15,97 | Дарья Качанова                                               | 13.03.2021    |            |
| 1500 м                   | 1:56,81 | Евгения Лаленкова                                            | 13.03.2022    |            |
| 3000 м                   | 4:07,13 | Евгения Лаленкова                                            | 19.03.2022    |            |
| 5000 м                   | 7:11,58 | Марина Зуева                                                 | 27.12.2023    |            |
| Спринтерское многоборье  | 151,985 | Дарья Качанова                                               | 13-14.03.2021 |            |
| Классическое многоборье  | 163,150 | Евгения Лаленкова                                            | 19-20.03.2022 |            |
| Командная гонка 6 кругов | 3:09,84 | Екатерина Алдошкина, Анастасия Григорьева, Мария Гудошникова | 25.12.2023    |            |